# Minabea agilis
Minabea agilis är en korallart som först beskrevs av Tixier-Durivault 1970.  Minabea agilis ingår i släktet Minabea och familjen läderkoraller. Inga underarter finns listade i Catalogue of Life.